# Baker Boyer Bank

Logo der Baker Boyer Bank

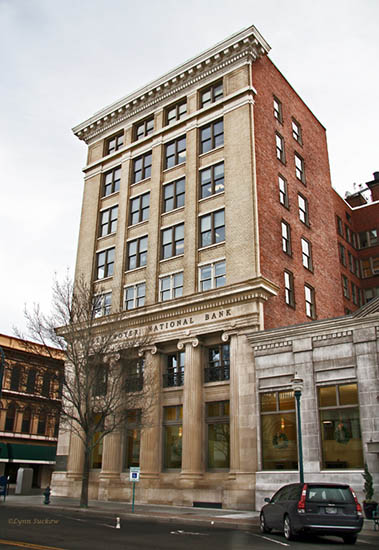
Das Baker-Boyer-Bankgebäude in Walla Walla, errichtet 1909–1911, erstes Hochhaus in Walla Walla

Baker Boyer Bank ist die älteste Bank im amerikanischen Bundesstaat Washington. Die Bank war das erste Geldhaus, das eine Filiale im Walla Walla County eröffnete.
Gründer der Bank waren 1869 Dorsey Syng Baker (1823–1888) and John F. Boyer (1824–1897).
CEO der Bank ist seit Januar 2014 Mark Kajita.

## Bankgebäude in Walla Walla
Errichtet wurde das Bankgebäude in Walla Walla von 1909 bis 1911 von den Zwillingsbrüdern Louis Beezer (1869–1929) und Michael J. Beezer (1869–1933), die in Seattle von 1907 bis 1923 gemeinsam das Architekturbüro Beezer Brothers betrieben. Es handelt sich um ein siebenstöckiges Bürogebäude mit einer über die unteren beiden Geschosse reichenden Kolonnade mit ionischen Säulen an der Frontseite. Dieses Gebäude war das erste Hochhaus in Walla Walla.